# Mroga Dolna
Mroga Dolna – wieś w Polsce położona w województwie łódzkim, w powiecie brzezińskim, w gminie Rogów.
W Słowniku Geograficznym Królestwa Polskiego i innych krajów słowiańskich z roku 1884, tom VI, strona 766, można przeczytać między innymi:
Mroga Dolna, wieś i folwark, na lewym brzgu rzeki Mrogi, powiat brzeziński, gmina Mroga Dolna, parafia Brzeziny, odległość od Rogowa 3 wiorsty, od Łodzi, Łowicza i Rawy o 28 wiorst, położona w nizinie i dlatego też nazywana „Dolną”. Folwark Mroga Dolna z częścią na Mrodze Górnej, zdawna do niej należącą, obejmuje 393 morgi. [...] W 1827 r. Było dymów 15; w 1864 r. 6 dworskich i 12 wiejskich; w 1883 r. 4 dworskie i 16 wiejskich. Mieszkańców w 1828 r. było 128; w 1864 r. 238; w 1883 r. 277, w tej liczbie katolików 268, żydów 9; czytać i pisać umie 5. Jak głosi miejscowe podanie, na polach Mrogi Dolnej była stoczona bitwa między wojskami polskiemi i szwedzkiemi, czego dowodem są różnego kalibru kule, hełmy, miecze i pieniądze znajdywane na przeciwległych wzgórzach, okalających dolinę rzeczki Mrogi. Dziesięcinę snopową od dawna składała z gruntów folwarcznych kościołowi w Brzezinach a z gruntów wiejskich kolegiacie łowickiej, jak o tem świadczy wizyta kościoła brzezińskiego, w 1521 r. Dokonana. Od 1817 r. Opłacała dziesięcinę pieniężną, rocznie 20 złp. Kościołowi w Kołacinku. W 1594 r. Mrogą dzielą się bracia Kacper i ks. Floryan Krosnowscy. Następnie należała do Wolińskich, od których prawem dziedziczenia w XVIII w. Przeszła w posiadanie Hipolita Pierzchały Przeździeckiego, podczaszego gostyńskiego. Syn tegoż Jan Przeździecki miecznik bielski, w 1775 r. Mrogę Dolną, z gruntami na Mrodze Górnej za 160000 złp. Zastawił na 3 lata Aleksandrowi z Mirca Mireckiemu, komornikowi granicznemu rawskiemu. W 1782 r. właścicielem staje się po śmierci Jana Przeździeckiego syn Tadeusz, który w 1796 r. Mrogę Dolną z częścią na Mrodze Górnej, Kołacin, Starą Wieś i Kobylin sprzedaje Stefanowi Dobieckiemu za 218000 złp. Od tego zaś w 1804 r. Kupił Mrogę Dolną z gruntami na Mrodze Górnej za 59000 złp. Piotr Grabiński. Gmina Mroga Dolna składa się ze wsi Mroga Dolna i Górna, Józefów, Olsza, Rogów, Maryanów Rogowski, Michałów, Rozworzyn, Przecław, Henryków, Bielanki, Maryanów Kołacki, Syberya, Kołacin, Kołacinek, Kotulin, Kobylin i Koziołki. Gmina Mroga Dolna należy do sądu gminnego okręgu II zasiadającego w Woli Cyrusowej. W gminie są dwie szkoły w Kołacinku i Przecławiu. Mieszkańców w 1883 r. Było 3852, w tej liczbie mężczyzn 1861, kobiet 1991.
Do 1953 roku istniała gmina Mroga Dolna. W latach 1975–1998 miejscowość administracyjnie należała do województwa skierniewickiego.